# صنبو
قرية صنبو هي إحدى القرى التابعة لمركز ديروط في محافظة أسيوط في جمهورية مصر العربية. حسب إحصاءات سنة 2006، بلغ إجمالي السكان في صنبو 36333 نسمة، منهم 18178 رجل و18155 امرأة.